# Monte Cristo grófja (anime)
A Monte Cristo grófja (巌窟王; Gankucuó; Hepburn: Gankutsuō, ’A barlang királya’) japán animesorozat, amely Alexandre Dumas azonos című regénye alapján készült Maeda Mahiro rendezésében és a Gonzo stúdió gyártásában. A 24 részes sorozat Japánban elsőként az Animaxon került adásba 2004. október 5. és 2005. március 29. között, DVD-n a Media Factory adta ki. Észak-Amerikában a Geneon Entertainment szerezte meg a forgalmazási jogokat és jelentette meg 2005–2006-ban, televízióban a Funimation Channelen mutatták be 2010-ben. Az Animax hálózatán számos országban bemutatásra került a sorozat, így Magyarországon is az Animax műsorán volt látható, először 2008. november 11. és 2009. január 27. között, majd később az AXN Sci-Fi is műsorára tűzte.
A Monte Cristo grófja viszonylag szorosan követi a Dumas-féle eredeti történetet, annak ellenére, hogy a távoli jövőben játszódik.
A sorozat alapján Maeda Mahiro egy mangafeldolgozást is megalkotott, amelyet a Kodansha Afternoon mangamagazinjában publikáltak 2005 májusától 2008 májusáig, majd három tankóbon kötetbe gyűjtve 2005 decembere és 2008 júliusa között adta ki a Kodansha. Észak-Amerikában a Del Rey Manga jelentette meg a mangát.

## Cselekmény

Monte Cristo grófja

A sorozat 5053-ban játszódik. A 16 éves Albert de Morcerf vikomt és barátja, Franz d’Épinay Lunán tartózkodnak, ahol összeismerkednek a titokzatos Monte Cristo grófjával. Albertet lenyűgözi a férfi méltóságteljes fellépése és eleganciája és meghívja párizsi otthonukba, ahol megismerkedik Franciaország legbefolyásosabb családjaival, a Morcerfekkel, a Villefort-okkal és a Danglars-okkal. A Gróf azonban hamarosan felforgatja mindhárom család életét, hogy beteljesítse bosszúját.
A sorozat viszonylag szorosan követi a Dumas-féle eredeti történetet, annak ellenére, hogy a távoli jövőben játszódik és az első epizód a könyv második kötetével kezdődik, így az első kötet történéseit, mely a Gróf háttértörténete, csak később, darabokban ismerhetik meg a nézők. Jelentős eltérés a regénytől, hogy az eseményeket Albert nézőpontjából ismerheti meg a néző, a Gróf pedig a sorozat fő negatív szereplője. A történet számos futurisztikus elemet tartalmaz, űrutazást, számítógépes rendszereket és robotokat. Több szereplő sorsa, néhány mellékszál és a végkifejlet is eltér az eredeti műtől.
A 2. epizódtól kezdve Monte Cristo grófja minden epizód elején röviden összefoglalja a korábbi eseményeket, míg az epizódok végén Albert a következő részt mutatja be pár szóban.

## A sorozat világa
Bár a sorozat a távoli jövőben játszódik, Párizs nevezetességei megmaradtak 19. századi valójukban, amit kiegészítenek a modern vívmányok. Ugyanez igaz a szereplők öltözetére, amelyet az Adobe Photoshop textúráival tettek egyedivé, olyan hatást kelve mintha rá lennének vetítve a szereplőkre.
A Monte Cristo grófja arisztokrata társadalma merev és zárt, a családok közötti érdekházasságokról a szülők döntenek, a szerelemnek nem jut szerep. A Párizst körbevevő hatalmas fal, amely az arisztokraták romlott és korrupt világát zárja körbe, jól szimbolizálja ennek a társadalmi rétegnek a helyzetét. Ebben külön színfolt a Gróf rezidenciája alatt létrehozott színarany mesterséges világ.

## Médiamegjelenések

### Anime
A sorozatot Maeda Mahiro rendezte és a Gonzo stúdió gyártásában készült, s Alexandre Dumas azonos című regénye alapján készült, azonban attól számos vonatkozásban eltér.
A sorozatot Japánban elsőként az Animax vetítette 24 epizódon keresztül 2004. október 5. és 2005. március 29. között. DVD-n a Media Factory adta ki tizenkét kötetben 2005. február 25. és 2006. január 25. között. Blu-ray-en 2011. augusztus 24-én jelent meg szintén a Media Factory kiadásában.
2005. április 10-én jelentette be a Geneon Entertainment, hogy megszerezte az anime egyesült államokbeli forgalmazásának jogait, s 2005. október 25. és 2006. szeptember 12. között hat DVD-kötetben adta ki, lemezenként négy-négy epizóddal. A Monte Cristo grófja elérhető volt még az Akimbo, az Xbox Live és a Vuze szolgáltatásain keresztül is. Az észak-amerikai televíziós bemutatója 2010. december 27-én volt a Funimation Channelen.
Magyarországon az Animax vetítette magyar szinkronnal, először 2008. november 11. és 2009. január 27. között, majd később az AXN Sci-Fi is műsorára tűzte.

#### Zene
A sorozatban egy nyitó- és egy zárótéma csendül fel, mindkettőt Jean-Jacques Burnel adja elő. A We Were Lovers a 23. epizód kivételével az anime nyitótémája, a 24. epizódban pedig a zárótéma. A You Won't See Me Coming a befejező epizód kivételével a sorozat zárótémája.
A Monte Cristo grófja zenéjét Jean-Jacques Burnel, Kaszamacu Kódzsi és Kitazato Reidzsi szerezte. A sorozat zenei albuma, 20 számmal 2005. február 23-án jelent meg a Victor Entertainment kiadásában.
| Gankutsuou Original Soundtrack dallista | Gankutsuou Original Soundtrack dallista                                                                    | Gankutsuou Original Soundtrack dallista | Gankutsuou Original Soundtrack dallista | Gankutsuou Original Soundtrack dallista | Gankutsuou Original Soundtrack dallista | Gankutsuou Original Soundtrack dallista | Gankutsuou Original Soundtrack dallista | Gankutsuou Original Soundtrack dallista | Gankutsuou Original Soundtrack dallista |
| #                                       | Cím | Szerző(k)                               | Hossz                                   |                                         |                                         |                                         |                                         |                                         |                                         |
| --------------------------------------- | --- | --------------------------------------- | --------------------------------------- | --------------------------------------- | --------------------------------------- | --------------------------------------- | --------------------------------------- | --------------------------------------- | --------------------------------------- |
| 1.                                      | Sanikuszai (謝肉祭; Hepburn: Shanikusai)                                                                   | Kaszamacu Kódzsi                        | 7:26                                    |                                         |                                         |                                         |                                         |                                         |                                         |
| 2.                                      | We Were Lovers                                                                                             | Jean-Jacques Burnel                     | 3:24                                    |                                         |                                         |                                         |                                         |                                         |                                         |
| 3.                                      | Prologue                                                                                                   | Kaszamacu Kódzsi                        | 2:05                                    |                                         |                                         |                                         |                                         |                                         |                                         |
| 4.                                      | Jamiiro no jume (闇色の夢; Hepburn: Yamiiro no yume)                                                       | Kaszamacu Kódzsi                        | 2:55                                    |                                         |                                         |                                         |                                         |                                         |                                         |
| 5.                                      | Anger (Edmond kara no tegami) (Anger (エドモンからの手紙); Anger (Edomon kara no tegami))                  | Jean-Jacques Burnel                     | 4:22                                    |                                         |                                         |                                         |                                         |                                         |                                         |
| 6.                                      | Dzsókei, aru hareta hi ni kare va (情景、ある晴れた日に彼は; Hepburn: Jōkei, aru hareta hi ni kare wa)     | Kaszamacu Kódzsi                        | 2:06                                    |                                         |                                         |                                         |                                         |                                         |                                         |
| 7.                                      | Tói kioku (遠い記憶; Hepburn: Tōi kioku)                                                                   | Kaszamacu Kódzsi                        | 2:04                                    |                                         |                                         |                                         |                                         |                                         |                                         |
| 8.                                      | Montecristo                                                                                                | Kaszamacu Kódzsi                        | 6:50                                    |                                         |                                         |                                         |                                         |                                         |                                         |
| 9.                                      | Tentaigi (天体儀)                                                                                          | Kaszamacu Kódzsi                        | 2:12                                    |                                         |                                         |                                         |                                         |                                         |                                         |
| 10.                                     | Sorrow (Sukumei) (Sorrow (宿命); Hepburn: Sorrow (Shukumei))                                               | Jean-Jacques Burnel                     | 4:08                                    |                                         |                                         |                                         |                                         |                                         |                                         |
| 11.                                     | Auteui | Kaszamacu Kódzsi                        | 3:34                                    |                                         |                                         |                                         |                                         |                                         |                                         |
| 12.                                     | Sónen no hi (少年の日; Hepburn: Shōnen no hi)                                                              | Kaszamacu Kódzsi                        | 2:05                                    |                                         |                                         |                                         |                                         |                                         |                                         |
| 13.                                     | Waltz (Waltz in Blue)                                                                                      | Jean-Jacques Burnel                     | 2:23                                    |                                         |                                         |                                         |                                         |                                         |                                         |
| 14.                                     | Desire (Fukusú va tada ga niari) (Desire (復讐はただ我にあり); Hepburn: Desire (Fukushū wa tada ga niari)) | Jean-Jacques Burnel                     | 5:17                                    |                                         |                                         |                                         |                                         |                                         |                                         |
| 15.                                     | Mercedes (Nagisza nite) (Mercedes (渚にて); Hepburn: Mercedes (Nagisa nite))                               | Jean-Jacques Burnel                     | 4:52                                    |                                         |                                         |                                         |                                         |                                         |                                         |
| 16.                                     | Csika kjúden (地下宮殿; Hepburn: Chika kyūden)                                                             | Kaszamacu Kódzsi                        | 2:50                                    |                                         |                                         |                                         |                                         |                                         |                                         |
| 17.                                     | Cukijo (月夜; Hepburn: Tsukiyo)                                                                            | Kaszamacu Kódzsi                        | 2:35                                    |                                         |                                         |                                         |                                         |                                         |                                         |
| 18.                                     | Kaisó (海嘯; Hepburn: Kaishō)                                                                              | Kaszamacu Kódzsi                        | 6:49                                    |                                         |                                         |                                         |                                         |                                         |                                         |
| 19.                                     | You won’t see me coming (TV size)                                                                          | Jean-Jacques Burnel                     | 1:50                                    |                                         |                                         |                                         |                                         |                                         |                                         |
| 20.                                     | You won’t see me coming (Full)                                                                             | Jean-Jacques Burnel                     | 3:55                                    |                                         |                                         |                                         |                                         |                                         |                                         |
| 73:42                                   | |                                         |                                         |                                         |                                         |                                         |                                         |                                         |                                         |

### Manga
Az animesorozatból Maeda Mahiro egy mangafeldolgozást is készített, amelyet a Kodansha Afternoon mangamagazinjában publikáltak 2005 májusától 2008 májusáig. Három tankóbon kötetbe gyűjtve 2005 decembere és 2008 júliusa között adta ki a Kodansha. Észak-Amerikában a teljes sorozatot a Del Rey Manga jelentette meg angol nyelven 2008 novembere és 2009 augusztusa között.
Maeda a manga megalkotásának az animesorozat befejezése után látott hozzá és több szempontból is eltér attól. Albert helyett a Gróf nézőpontjából láthatja a történéseket az olvasó, és az anime történetének újramondása helyett inkább azokra a kérdésekre ad választ, melyekre az anime nem adott kellő magyarázatot: Edmond Dantès börtönben töltött évei, a Gróf hogyan szerezte hatalmas vagyonát és miért különös a megjelenése. A manga drámaian sötétebb és groteszkebb, mint az anime, Villefort halálának is sokkal elfajultabb és erőszakosabb módot választott.
| Kötet    | Kiadás dátuma      | Oldalszám | ISBN                |
| -------- | ------------------ | --------- | ------------------- |
| 1. kötet | 2005. december 22. | 216       | ISBN 978-4063143997 |
| 2. kötet | 2006. július 21.   | 198       | ISBN 978-4063144222 |
| 3. kötet | 2008. július 23.   | 226       | ISBN 978-4063145168 |

## Fogadtatás

### Anime
A Monte Cristo grófjáról észak-amerikai megjelenése után olyan források írtak elismerően, mint az Anime Insider, a Newsarama.com, az Animeondvd.com és az Anime News Network, az év legjobb megjelenései közé sorolva. Theron Martin az Anime News Network kritikusa az Év sorozata díjjal tüntette ki a Monte Cristo grófját. A sorozat a 10. Animation Kobe Fairen a Legjobb televíziós sorozat díját nyerte el.
A kritikusok rendkívül pozitívan írtak a sorozatról, leginkább a vizuális effektekre fókuszálva, kiemelve azok előnyeit és hátrányait egyaránt. Stig Høgset a THEM Anime Reviewstól megjegyezte: „Miközben az idő nagy részében gyönyörű, a sorozat néha nehéz is lehet a szemnek.” Helen McCarthy a 500 Essential Anime Movies című könyvében dicsérte a „káprázatos vizuális megoldásokat”.
Az AnimeStars a regény és az anime összehasonlításának összegzéseként megállapítja, hogy „a regény és az anime ég és föld”, „a Gankutsuou egy új átgondolása, egy új »története«, egy új élménye a könyvnek”. Két külön korosztályt céloznak meg: „A regény a klasszikus vonalat képviseli […], míg az anime a szórakoztatás palettáját hívja segítségül: elkápráztató látvány megfelelően adagolt történettel, átmodernizálva a mai »követelményeknek«.”
A Mondo magazin így írt a sorozatról: „Fordulatos és érzelmekben gazdag, lebilincselő történet egy férfiről, aki a legkedvesebb fiún keresztül akar bosszút állni, végül azonban a saját érzelmeivel találja szemben magát. Szól szerelemről, bosszúról, ármánykodásról, az emberi gyarlóságról és természetesen a mindent legyőző szeretet erejéről. Mindezt teszi olyan egyedi eszközökkel, és sajátos képi világgal, amely a regény ismerőinek is újszerű megközelítést nyújt.”

### Manga
Carlo Santos (Anime News Network) a manga befejező kötetének ismertetőjében dicsérte az alkotást, amely a klasszikus bosszútörténet „lenyűgöző” értelmezése, de kritizálta, hogy az anime cselekményének jelentős részét elhagyja, majd a Gróf fejében lejátszódó pszichológiai csatározásokkal új irányt vesz a történet és véget is ér.

## Fordítás
- Ez a szócikk részben vagy egészben  a   Gankutsuou: The Count of Monte Cristo című angol Wikipédia-szócikk fordításán alapul.  Az eredeti cikk szerkesztőit annak laptörténete sorolja fel. Ez a jelzés csupán a megfogalmazás eredetét és a szerzői jogokat jelzi, nem szolgál a cikkben szereplő információk forrásmegjelöléseként.